# 가르힝

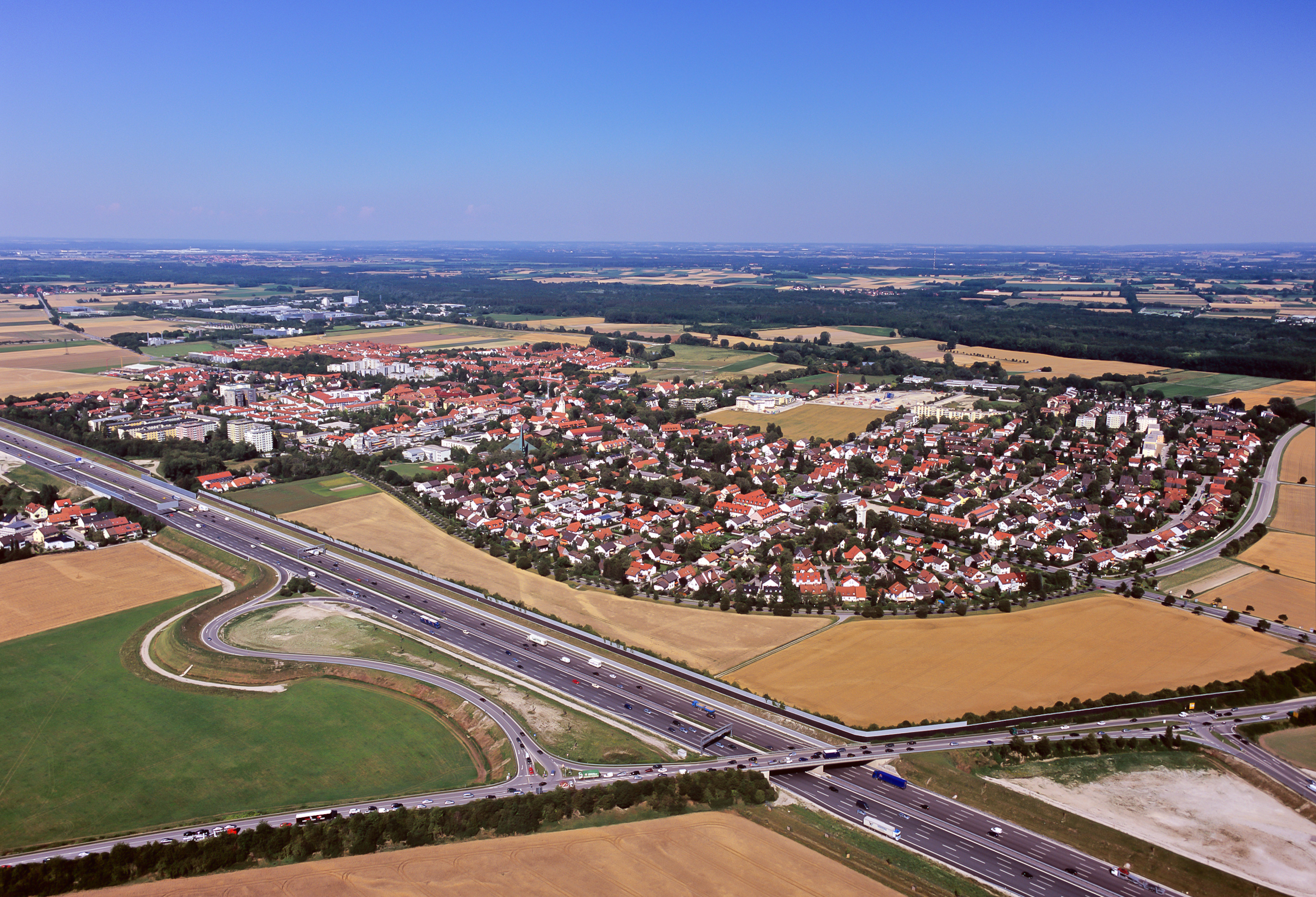

가르힝(Garching, Garching bei München, 독일어: [ˈɡaʁçˈŋ baaʏ̯ ˈmʏnçn̩])은 뮌헨 근처 바이에른주에 있는 도시이다. 가르힝 캠퍼스(Campus Garching)에 위치한 여러 연구 기관 및 대학 부서의 본거지이다.

## 대학교 및 연구 기관
- 뮌헨 공과대학교 (TUM)
- 막스 플랑크 협회 연구소 (MPG)
  - 막스 플랑크 천체물리학 연구소 (MPA)
  - 막스 플랑크 외계 물리학 연구소 (MPE)
  - 막스 플랑크 양자광학 연구소 (MPQ)
- 유럽 남방 천문대 (ESO)
- 제너럴 일렉트릭 글로벌 리서치 센터
- BMW M 고성능 차량 연구개발기관

## 자매 도시
- 노르웨이 뢰렌스코그
- 독일 라데베르크